# 2′-O-Méthylguanosine
La 2′-O-méthylguanosine (Gm) est un nucléoside dont la base nucléique est la guanine, l'ose étant un dérivé méthylé du β-D-ribofuranose. Elle est présente naturellement dans certains ARN messagers, ARN de transfert, ARN ribosomiques et petits ARN nucléaires ; un résidu de m2G se trouve par exemple en position 9 de l'ARNtMeti, entre le bras accepteur et le bras du dihydrouracile, ainsi qu'en première position de l'anticodon de l'ARNtPhe de levure :

ARNt d'initiation chez la levure. La 2′-O-méthylguanosine est notée Gm.
ARNt de phénylalanine chez la levure. La 2′-O-méthylguanosine est notée Gm.